# Fenhu (köpinghuvudort i Kina, Jiangsu Sheng, lat 31,01, long 120,84)
Fenhu (kinesiska: 汾湖, 汾湖镇) är en köpinghuvudort i Kina. Den ligger i provinsen Jiangsu, i den östra delen av landet, omkring 230 kilometer sydost om provinshuvudstaden Nanjing. Antalet invånare är 195 690. Befolkningen består av 96 041 kvinnor och 99 649 män. Barn under 15 år utgör 8,0 %, vuxna 15-64 år 79 %, och äldre över 65 år 11,0 %.
Runt Fenhu är det mycket tätbefolkat, med 1 056 invånare per kvadratkilometer. Närmaste större samhälle är Shengze, 19,7 km sydväst om Fenhu. Trakten runt Fenhu består till största delen av jordbruksmark.
Genomsnittlig årsnederbörd är 1 712 millimeter. Den regnigaste månaden är juni, med i genomsnitt 277 mm nederbörd, och den torraste är november, med 65 mm nederbörd.